# 아이소메촌
아이소메촌(일본어: 会染村)은 나가노현 가미미노치군에 있던 정이다. 1955년 4월 1일에 이케다정에 편입되어 소멸되었다.

## 연혁
- 1876년 8월 21일 - 나가노현 소속이 되었다.
- 1889년 4월 1일 - 정촌제 시행에 의해, 아이소메촌 단독으로 자치체를 형성하였다.
- 1955년 4월 1일 - 이케다정과 합병해, 새로운 이케다정이 발족. 동일 아이소메촌은 폐지되었다.

## 참고문헌
- 角川日本地名大辞典 20 長野県